# Pseudosinella dubia
Pseudosinella dubia är en urinsektsart som beskrevs av Christiansen 1961. Pseudosinella dubia ingår i släktet Pseudosinella och familjen brokhoppstjärtar. Inga underarter finns listade i Catalogue of Life.